# Nazionale femminile di rugby a 15 della Francia
La nazionale di rugby a 15 femminile della Francia (in francese Équipe de France de rugby à XV féminin, talora abbreviato in France Féminines) è la selezione di rugby a 15 femminile che rappresenta la Francia in ambito internazionale.
Attiva dal 1982, anno in cui vide la luce sotto la giurisdizione dell’AFRF (Association française de rugby féminin, poi divenuta nel 1984 FFRF, Fédération française de rugby féminin), è la più anziana nazionale di categoria del mondo al pari di quella dei Paesi Bassi, con cui condivide la primogenitura del rugby internazionale femminile avendo contro di essa disputato il primo test match della storia della disciplina.
Dal 1989 è sotto la giurisdizione della Fédération Française de Rugby.
Al 2018 ha partecipato a tutte le edizioni della Coppa del Mondo, in cui vanta come miglior risultato il terzo posto raggiunto in sei occasioni.
Partecipa altresì dal 2000 al Sei Nazioni, che ha vinto sei volte — cinque delle quali con il Grande Slam — e fu tra le promotrici e fondatrici del campionato europeo, di tre delle cui edizioni ufficiali è vincitrice.
Dal 2017 la Francia disputa annualmente contro le pari categoria dell’Italia il trofeo Anita Garibaldi in occasione dell’incontro del Sei Nazioni tra le due squadre.
Il commissario tecnico è l’ex giocatrice internazionale Annick Hayraud che ricopre l’incarico dal 2016.
Al 2 dicembre 2024 la squadra occupa la 4ª posizione del ranking World Rugby.

## Storia
Il rugby femminile in Francia è presente fin dalla metà degli anni sessanta del XX secolo; nel 1965 a Bourg-en-Bresse si formò uno dei primissimi club femminili nel Paese e il primo incontro pubblico di cui si abbia notizia è del 1968 tra due squadre di studentesse universitarie a Tolosa.
Nel 1970, proprio a Tolosa, si costituì l’AFRF, acronimo di Association Française de Rugby Féminin, che iniziò a intrecciare relazioni con la Fédération Française de Rugby nel 1973 senza giungere tuttavia ad alcun protocollo condiviso.

Programma originale del primo incontro internazionale di rugby femminile, tra Paesi Bassi e Francia (1982)

Utrecht, Sportpark Strijland, 13 giugno 1982
PAESI BASSI — FRANCIA 0-4
Marcatori: 62' mt I. Decamp.
PAESI BASSI: H. Brouwer, M. Baars, J. Lem, L. Hendriks, O. Zijlstra; R. Kruyk, F. Kloen; L. Groenedijk (c), F. v. Schouwen, F. de Waard, D. Twisk, C. Elbers, E. Castell, A. v. Liere, A. Geerts.
Allenatore: Jopie Wessels.
FRANCIA: V. Berodier, I. Decamp, M. Fraysse, N. Fraysse, P. Champeil; O. Desprats, J. Benassayag; V. Champeil, M. Pomathiot, S. Girard, A. Jambon, M. Degeitere, C. Guillon, S. Benassayag, C. Matbleu.
Allenatore: Claude Izoard.
Arbitro:  Roel Wijnant
Nel 1982, per celebrare il cinquantesimo anniversario della fondazione della federazione rugbistica dei Paesi Bassi, l’AFRF fu invitata a disputare un incontro con l’istituenda nazionale femminile olandese.
L’AFRF allestì una propria squadra nazionale, e il 13 giugno le due squadre diedero vita a Utrecht al primo incontro internazionale della storia del rugby femminile, che si risolse per 4-0 a favore delle francesi grazie a una meta di Isabelle Decamp al 22' del secondo tempo.
A ottobre di quello stesso anno fu firmata un’intesa con la FFR e circa 2 anni più tardi, a maggio 1984, l’AFRF divenne FFRF (Fédération Française de Rugby Féminin).
Nel frattempo quello con i Paesi Bassi divenne un appuntamento annuale: fino al 1985 le olandesi furono l’unico avversario che incontrarono, finché il 22 giugno 1985, allo stadio Nicoletti di Riccione, le francesi tennero a battesimo le donne dell’Italia, contro cui pareggiarono 0-0.
Quasi un anno più tardi, il 14 aprile 1986 al campo del Richmond a Londra, la Francia fu l’avversaria dell’esordiente Gran Bretagna, contro cui vinse 14-8.

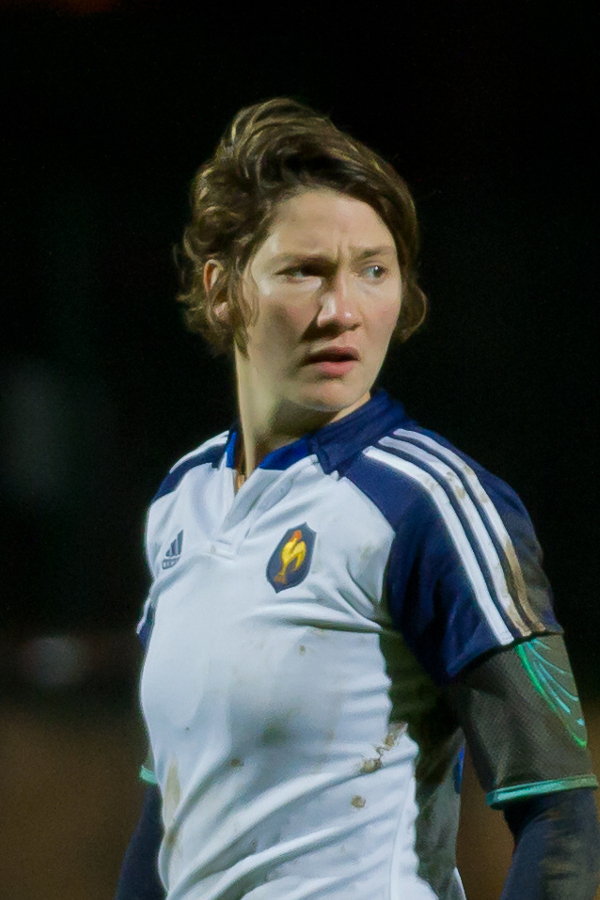
Jessy Trémoulière (1992-), prolifica realizzatrice della storia recente della nazionale

Nel 1988, con la collaborazione del club delle Violettes Bressanes di Bourg-en-Bresse, la FFRF organizzò in tale città il prodromo di quello che sarebbe diventato il campionato europeo femminile, sostanzialmente un quadrangolare a inviti che contrappose Francia, Paesi Bassi, Gran Bretagna e Italia e vide la vittoria a punteggio pieno proprio della nazionale organizzatrice.
Nel luglio 1989 la FFRF divenne la commissione femminile della FFR, che quindi acquisì la giurisdizione sulla squadra nazionale.
Nel 1991 la Francia fu tra le primissime federazioni a raccogliere l’invito di dare vita a una competizione mondiale femminile, e si accompagnò a Inghilterra, Italia, Galles, Spagna e altre alla partecipazione alla prima Coppa del Mondo che si tenne in Galles, e in cui giunse terza a pari merito della Nuova Zelanda.
Nel 1999 la Francia entrò nel torneo che, con la sua presenza, divenne il Cinque Nazioni, corrispettivo di quello maschile dell’epoca, piazzandosi al secondo posto nella stagione d'esordio.
Nel decennio di fine secolo sotto la giurisdizione della FFR il movimento rugbistico femminile in Francia era passato da 1 100 a circa 4 200 tesserate e due donne facevano parte del consiglio direttivo federale.
Nel 2000, inoltre, la disciplina ottenne lo status di sport di alto livello.
Nel 2002 giunse la vittoria con Grande Slam nel Sei Nazioni e il terzo posto alla Coppa del Mondo in Spagna, e altri due titoli del Sei Nazioni giunsero nel biennio 2004-2005 insieme a una Coppa Europa nel 2004.
Nella Coppa del Mondo 2006 a Edmonton, in Canada, la Francia perse la semifinale contro la Nuova Zelanda e successivamente vinse la finale per il terzo posto; quattro anni più tardi, in Inghilterra, perse di nuovo contro le Black Ferns e la successiva finale di consolazione contro l’Australia.
Nel 2014 giunse il quarto Grande Slam al Sei Nazioni e in quello stesso anno un nuovo terzo posto alla Coppa del Mondo disputata in casa propria: a infrangere le speranze di raggiungere la prima finale di sempre fu il Canada che vinse a Parigi 18-16 e relegò le francesi alla loro quarta finale consecutiva per il terzo posto (e sesta assoluta), poi vinta contro l’Irlanda.
Nel Sei Nazioni del 2016 giunse la prima vittoria senza lo Slam, conquistata all’ultima giornata battendo l’Inghilterra 17-12 a Vannes; tornò al punteggio pieno nel 2018 battendo le rivali inglesi per un punto a Grenoble e poi completando il percorso netto contro il Galles all’ultima giornata.
Nel frattempo, avendo conseguito un ennesimo terzo posto alla Coppa del Mondo nel 2017 (il sesto complessivo), la Francia risulta tra le qualificate automatiche all’edizione del 2021.

## Colori e simboli
La nazionale femminile di rugby nacque quando i colori di quella maschile erano già attestati da molto tempo, quindi fin dalla nascita le due uniformi hanno seguito le stesse scelte cromatiche, specialmente da quando, con l’entrata nel 1989 del rugby femminile nazionale nell’orbita federale, l’equipaggiamento è comune a tutte le categorie internazionali di sesso e di età.
Dal 1º luglio 2018 lo sponsor tecnico delle nazionali francesi di rugby è Le Coq sportif, azienda tessile di Entzheim nel Basso Reno che già in passato fu fornitore della federazione anche se non in un periodo in cui la squadra femminile ne faceva parte.
Le Coq Sportif ha proposto un equipaggiamento che prevede una maglia blu la cui manica sinistra presenta il tricolore francese a strisce orizzontali (a partire dal rosso in alto attaccato alla spalla) e il ritorno ai pantaloncini bianchi e i calzettoni rossi, in controtendenza rispetto alle uniformi completamente blu adottate per tutto il decennio precedente.
Sul petto della maglietta figura uno scudo rosso con l’immagine di un gallo, giocando sul termine latino gallus che può riferirsi sia al citato animale che al popolo celtico noto come Galli, che viveva nell’attuale Francia.
Tra il 2012 e il 2018 il fornitore tecnico fu invece la tedesca Adidas, che aveva consolidato l’abitudine di produrre una prima uniforme completamente blu inaugurata dalla statunitense Nike, fornitrice dal 1999 al 2012.

## Palmarès
- Sei Nazioni: 5
2002, 2004, 2005, 2014, 2016, 2018
- Campionati europei: 4
1996, 2000, 2004